# Raimund Schreier

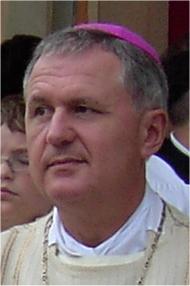
Abt Raimund Schreier (2004)

Wappen von Raimund Schreier

Raimund Schreier OPraem (* 29. Dezember 1952 in Innsbruck) ist ein österreichischer Prämonstratenser und Altabt von Stift Wilten. Seit 2017 ist er Großprior der österreichischen Statthalterei des Ritterordens vom Heiligen Grab zu Jerusalem.

## Leben
Raimund Schreier wuchs in Völs auf. Er trat am 13. September 1971 der Chorherrengemeinschaft der Prämonstratenser bei. 1972 legte er Profess ab und empfing nach seiner philosophischen und theologischen Ausbildung am 19. Mai 1977 die Priesterweihe. Er war als Kantor und Religionslehrer an der Volksschule Amras, an der Übungshauptschule in Wilten und an der Pädagogischen Akademie (PÄDAK) sowie am Akademischen Gymnasium Innsbruck, einer der ältesten Schulen im deutschsprachigen Raum, tätig. Zudem wirkte er als Spiritual im Studentenkonvikt Norbertinum des Stiftes Wilten sowie als Stiftsverwalter und Rektor der Wiltener Sängerknaben.
1992 wurde er als Nachfolger Alois Stögers zum 55. Abt der Prämonstratenserstifts Wilten gewählt. Die Benediktion spendete ihm am 29. Mai 1992 Reinhold Stecher, Bischof von Innsbruck. Sein Wahlspruch ist „Ut credat mundus – Damit die Welt glaube.“ 2014 wurde er auf weitere 12 Jahre im Amt bestätigt. Als Prälat von Wilten ist er auch Haus-, Hof- und Erbkaplan des Landes Tirol. Am 4. Dezember 2022 gab das Stift Wilten bekannt, dass Abt Schreier, den Statuten seines Ordens gemäß, nach Erreichen der Altersgrenze von 70 Jahren sein Amt zur Verfügung gestellt hat und der Rücktritt von der Generalleitung des Prämonstratenserordens angenommen worden sei. Am 4. Mai 2023 wurde Leopold Baumberger zu seinem Nachfolger gewählt.
Er ist Mitglied der katholischen Mittelschulverbindungen K.Ö.St.V. Teutonia zu Innsbruck und K.Ö.St.V Amelungia zu Innsbruck im MKV und der Studentenverbindung AV Austria Innsbruck im ÖCV.

### Ritterorden vom Heiligen Grab zu Jerusalem
Schreier engagiert sich für zahlreiche sozialen Projekte im Heiligen Land. 1996 wurde er von Kardinal-Großmeister Carlo Kardinal Furno zum Großoffizier des Ritterordens vom Heiligen Grab zu Jerusalem ernannt und durch Alois Stöger, Großprior des Ordens in Österreich, investiert. Von 1996 bis 2017 war Schreier Prior der Komturei Innsbruck. Am 28. Februar 2017 erfolgte durch Kardinal-Großmeister Edwin Frederick O’Brien die Ernennung zum Großprior der österreichischen Statthalterei des Ritterorden vom Heiligen Grab zu Jerusalem.

## Ehrungen und Auszeichnungen
- Großoffizier des Ritterordens vom Heiligen Grab (1996)
- Ehrenring der Stadt Innsbruck (2004)
- Großkreuz des Verdienstordens Pro Merito Melitensi des Souveränen Malteserordens (2005)[5]